# Ángel Suquía Goicoechea
Pour les articles homonymes, voir Goicoechea.
Ángel Suquía Goicoechea, né le 2 octobre 1916 à Zaldibia et mort le 13 juillet 2006 à Saint-Sébastien, est un cardinal basque espagnol, archevêque de Madrid de 1983 à 1994.

## Biographie
Il étudie en sciences humaines dans les séminaires de Saturraran et Vitoria-Gasteiz (1928-1933), la philosophie au Séminaire diocésain de Vitoria-Gasteiz (1933-1939), et la théologie au séminaire diocésain de Vitoria-Bergara (1936-1939).
Il manifeste son goût pour la littérature dès sa jeunesse et écrit de la poésie en langue basque. C'est peut-être le goût pour la culture basque qui l'amène à devenir membre d'Eusko Ikaskuntza avant la guerre civile. 
À l'été 1939, il part en Allemagne pour étudier la liturgie au monastère bénédictin de Marie Laach, mais le début de la Seconde Guerre mondiale le forcé à retourner en Espagne.

### Prêtre
Ángel Suquía Goicoechea est ordonné prêtre le 7 juillet 1940 pour le diocèse alavais de Vitoria-Gasteiz.

### Évêque
Nommé évêque d'Almería le 17 mai 1966, il est consacré le 16 juillet suivant par le cardinal Antonio Riberi.
Le 28 novembre 1969, il devient évêque de Malaga avant d'être nommé archevêque de Saint-Jacques-de-Compostelle le 13 avril 1973, puis archevêque de Madrid le 12 avril 1983. Âgé de 77 ans, il se retire de cette dernière charge le 28 juillet 1994.
Il préside la Conférence épiscopale espagnole de 1987 à 1993.

### Cardinal
Il est créé cardinal par le pape Jean-Paul II lors du consistoire du 25 mai 1985 avec le titre de cardinal-prêtre de Gran Madre di Dio. 

## Succession apostolique
Ángel Suquía Goicoechea a ordonné les évêques suivants :
- Cardinal Antonio María Rouco Varela (1976)
- Cardinal Agustín García-Gasco Vicente (1985)
- Archevêque Francisco Javier Martínez Fernández (1985)
- Évêque Francisco José Pérez y Fernández-Golfín (es) (1985)
- Évêque Luis Gutiérrez Martín (es), C.M.F. (1988)
- Évêque José Santos Iztueta Mendizábal (es), C.P. (1998)